# Danielle Zangrando
Danielle Zangrando (São Paulo, 25 de julio de 1979) es una deportista brasileña que compitió en judo.
Ganó una medalla en el Campeonato Mundial de Judo de 1995, y seis medallas en el Campeonato Panamericano de Judo entre los años 1996 y 2009. En los Juegos Panamericanos consiguió tres medallas entre los años 1995 y 2007.

## Palmarés internacional
| Campeonato Mundial      | Campeonato Mundial            | Campeonato Mundial | Campeonato Mundial |
| Año                     | Lugar                         | Medalla            | Categoría          |
| ----------------------- | ----------------------------- | ------------------ | ------------------ |
| 1995                    | Chiba (Japón)                 | Medalla de bronce  | –56 kg             |
| Juegos Panamericanos    |                               |                    |                    |
| Año                     | Lugar                         | Medalla            | Categoría          |
| 1995                    | Mar del Plata (Argentina)     | Medalla de bronce  | –56 kg             |
| 1999                    | Winnipeg (Canadá)             | Medalla de bronce  | –57 kg             |
| 2007                    | Río de Janeiro (Brasil)       | Medalla de oro     | –57 kg             |
| Campeonato Panamericano |                               |                    |                    |
| Año                     | Lugar                         | Medalla            | Categoría          |
| 1996                    | San Juan (Puerto Rico)        | Medalla de plata   | –56 kg             |
| 1997                    | Guadalajara (México)          | Medalla de bronce  | –56 kg             |
| 2004                    | Isla de Margarita (Venezuela) | Medalla de oro     | –57 kg             |
| 2006                    | Buenos Aires (Argentina)      | Medalla de plata   | –57 kg             |
| 2007                    | Montreal (Canadá)             | Medalla de plata   | –57 kg             |
| 2009                    | Buenos Aires (Argentina)      | Medalla de plata   | –57 kg             |